# Сражение за Шатой (2000)
Сражение за Шатой в 2000 году — эпизод Второй чеченской войны, в ходе которого 22—29 февраля 2000 года развернулась ожесточённая битва за чеченский райцентр Шатой — последнюю крупную базу вооруженных сил ЧРИ. Общая численность ВС ЧРИ оценивалась в 3000 человек (хотя из Грозного прорвалось около 2000 бойцов). Ими предводительствовали практически все известные полевые командиры, включая Масхадова, Ахмадова, Гелаева, Хаттаба и Басаева. Битва за Шатой непосредственно предшествовала бою у высоты 776 и битве за село Комсомольское.

## Предыстория
Во время боёв за Грозный и после его взятия федеральными войсками в феврале 2000 г., несколько тысяч боевиков смогли вырваться из города в южном направлении, направляясь в горную часть Чечни. Двигаясь в сторону Аргунского ущелья, они намеревались организовать там сопротивление российским войскам, опираясь на горные базы и укреплённые сёла. За время, прошедшее с момента заключения «Хасавюртовского пакта», закончившего Первую чеченскую войну, в верхней части Аргунского ущелья чеченцы построили высокогорную дорогу Итум-Кали (Чечня) — Шатили (Хевсурети). По этой дороге происходило снабжение боевиков из Грузии оружием и боеприпасами.

## Ход битвы
- 22 февраля (во вторник) начался штурм Шатоя. Первые атаки федеральных сил захлебнулись, и тогда в дело вступила артиллерия и авиация. Боевики отчаянно сопротивлялись, и им даже удалось подбить российский вертолёт огневой поддержки Ми-24[2].
- 23 февраля — боевики предприняли несколько разведок боем с целью выявления слабых мест федеральных сил в районах селений Оми-Чу, Шаро-Аргун, Ушкалой и Улус-Керт.
- 29 февраля — над Шатоем был водружён российский флаг[3], однако двум крупным соединениям боевиков (во главе с Хаттабом и Гелаевым) удалось вырваться из окружения.